# Български народен кръст
„Български народен кръст“ е документална книга на художника Иван Енчев – Видю. Състои се от 14 тома, първият от които липсва в Научния архив на БАН. Томовете съдържат текстове с описание на кръстове, събирани от исторически етническата територия на България, пресъздадени в акварел и рисунки с туш.

## Подготовка
Интересът на Иван Енчев към българския народен кръст възниква вероятно около Балканската война, когато той рисува кръстове в Беломорска Тракия и събрания материал, с рецензия на Иван Мърквичка, предлага за публикуване в БАН. По-късно положителни рецензии и съвети относно систематизацията на съдържанието дават Антон Митов, Богдан Филов и Йордан Иванов.
За да се запознае с развитието на формата на кръста, Иван Енчев е изпратен от Министерството на народната просвета в Германия през 1921 – 1922 г.
Събирателската си работа авторът извършва в продължение на 20 години, последният том е откупен от БАН през 1933 г.